# Casinaria indubia
Casinaria indubia là một loài tò vò trong họ Ichneumonidae.